# Sarcophaga jamesi
Sarcophaga jamesi är en tvåvingeart som beskrevs av Nandi 1979. Sarcophaga jamesi ingår i släktet Sarcophaga och familjen köttflugor. Inga underarter finns listade i Catalogue of Life.